# Sophronica raffrayi
Sophronica raffrayi là một loài bọ cánh cứng trong họ Cerambycidae.